# Neoplatyura mariamagdalenae
Neoplatyura mariamagdalenae är en tvåvingeart som beskrevs av Loïc Matile 1982. Neoplatyura mariamagdalenae ingår i släktet Neoplatyura och familjen platthornsmyggor. Inga underarter finns listade i Catalogue of Life.